# ’t Smurfenlied
’t Smurfenlied ist ein Lied des niederländischen Sängers und Komponisten Pierre Kartner, besser bekannt als „Vader Abraham“, aus dem Jahr 1977. Der Schlager ist in Form eines interviewähnlichen Wechselgesangs mit einigen Schlümpfen aufgebaut, die dem Sänger vom Leben in ihrer Schlumpfwelt berichten.
Nachdem Kartner mit dem Lied einen Nummer-eins-Hit in den Niederlanden hatte, veröffentlichte er eine deutschsprachige Version unter dem Titel Das Lied der Schlümpfe, die sein erster internationaler Erfolg wurde. Das Lied erreichte in Deutschland die Chartspitze und blieb fast ein Jahr lang in der nationalen Hitparade, in Österreich und der Schweiz kam es bis auf Platz 2 bzw. 3 der jeweiligen Hitparaden. Auch die englische Version The Smurf Song war ein Erfolg und erreichte 1978 den zweiten Platz der britischen Charts.

## Hintergrund und Veröffentlichung
In dem Lied ’t Smurfenlied greift Vader Abraham auf die erfolgreiche Comicserie Die Schlümpfe des belgischen Zeichners Peyo zurück, die in der zweiten Hälfte der 1970er Jahre vor allem durch den ersten Zeichentrickfilm mit den Schlümpfen, Die Schlümpfe und die Zauberflöte aus dem Jahre 1976, populär waren. Die Musik und der Text zum Smurfenlied stammen von Pierre Kartner; er sang alle Texte und Stimmen selbst ein, um sie anschließend in unterschiedlichen Geschwindigkeiten einzumischen. Dadurch entstand der Effekt einer Interaktion zwischen ihm selbst als Interviewer und einem Chor der Schlümpfe.
Die Single ’t Smurfenlied wurde von dem niederländischen Label Elf Provinciën im Oktober 1977 veröffentlicht; die B-Seite war das auf Deutsch gesungene Lied So’n alter Schunkelwalzer, das er gemeinsam mit dem deutschen Texter Michael Kunze schrieb:
1. ’t Smurfenlied – 3:30
2. So’n alter Schunkelwalzer – 4:45

1978 veröffentlichte er unter dem Namen Das Lied der Schlümpfe eine deutsche Version des Liedes, weitere Versionen folgten auf Englisch (The Smurf Song), Französisch (Au pays des Schtroumpfs) und Spanisch (La canción de los Pitufos).

Das Lied der Schlümpfe
The Smurf Song
Au pays des Schtroumpfs

Das Lied erschien nach dem Erfolg als Single zudem mit mehreren weiteren thematisch in der Welt der Schlümpfe angesiedelten Titeln auf den Alben Vader Abraham in Smurfenland und Im Land der Schlümpfe sowie Au pays des Schtroumpfs, Father Abraham in Smurfland und El Padre Abraham y sus Pitufos. In der Folge wurde das Lied als erfolgreicher Schlager sowohl in den Niederlanden wie auch im deutschsprachigen Raum auf zahlreichen Kompilationsalben mit Schlagertiteln anderer Sänger oder auch Kompilationen von Vader Abraham veröffentlicht.

## Musik und Text

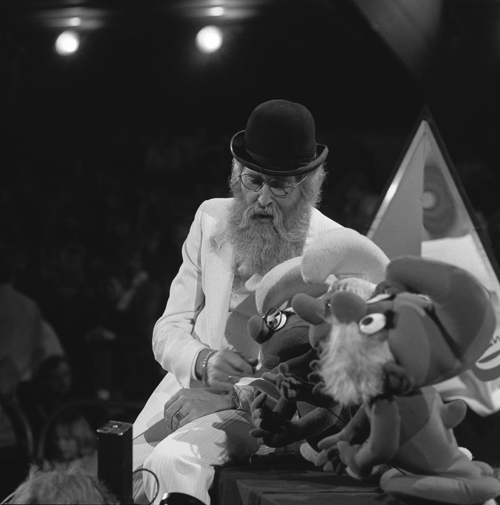
Vader Abraham und die Schlümpfe, 1983

’t Smurfenlied ist ein Schlager im 4⁄4-Takt, der im Original in niederländischer Sprache verfasst ist. Das Lied ist aus mehreren Strophen aufgebaut, die durch einen mehrfach wiederholten Refrain unterbrochen sind. Die musikalische Begleitung besteht aus einer akustischen Gitarre, zudem wird ein gleichmäßiger Takt durch einen Schlagzeugsound vorgegeben. Es beginnt zudem mit einer Flötenmelodie, die auch später im Song mehrfach einsetzt.
Der Text ist in Form eines interviewähnlichen Wechselgesangs mit einigen Schlümpfen aufgebaut, die dem Sänger vom Leben in ihrer Schlumpfwelt berichten. Dabei gibt der menschliche Sänger, Vader Abraham, jeweils eine Fragezeile vor, der eine ebenfalls kurze Antwortzeile der Schlümpfe folgt:

„Waar komen jullie toch vandaan

Waar de smurfenhuisjes staan“

Für das Lied der Schlümpfe wurden die Fragen und Antworten angepasst, um wiederum die einfache Reimstruktur zu ermöglichen:

„Sagt mal, von wo kommt ihr denn her?

Aus Schlumpfhausen, bitte sehr!“

Es folgen jeweils vier dieser Reime, bevor der Sänger den Refrain ankündigt, der aus einem sich mehrstimmig aufbauenden Gesang von „La, la, la, la, …“ besteht, begleitet von einer Flöte, in den der Sänger hineinspricht („Der Flötenschlumpf fängt an“, „So, singt mal mit“, „und nun die zweite Stimme“, „und nun alle zusammen“). Direkt nach dem ersten Refrain kommt erneut ein Block mit vier Reimfolgen und ein weiterer Refrain und erneuten Kommentaren des Sängers („He, wir sind hier nicht in der Badewanne“, „Du, muss das wirklich sein?“). Nach einem weiteren Block mit Reimen läuft das Lied über einen doppelt gesungenen Refrain aus.

## Resonanz

### Chartplatzierungen
’t Smurfenlied stieg erstmals am 8. Oktober 1977 auf Platz 26 in die Nederlandse Top 40 ein und hielt sich dort insgesamt 17 Wochen, wobei es vom 5. November bis 23. Dezember 7 Wochen lang auf Platz eins stand. Auch das Album In Smurfenland stieg in der Hitparade bis auf Platz eins und blieb dort von 24. Dezember bis zum 20. Januar 1978 auf der Spitzenposition, insgesamt war es 23 Wochen in den Albencharts. Die deutsche Version Das Lied der Schlümpfe kam am 13. Februar 1978 in die deutsche Hitparade und erreichte die Chartspitze, wo es sich vier Wochen platzieren konnte. Darüber hinaus platzierte sich die Single 26 Wochen in den Top 10 sowie 48 Wochen in den Charts. Mit seinen 26 Wochen in den Top 10, zählt das Lied zu den erfolgreichsten Dauerbrennern innerhalb der Top 10 seit der wöchentlichen Charterhebung. Das Lied war für einen Zeitraum von 25 Wochen das erfolgreichste deutschsprachige Lied in den deutschen Singlecharts, damit hält es gemeinsam mit Jive Connie (Connie Francis) bis heute den Rekord. In Österreich und der Schweiz platzierte sich das Lied ebenfalls, so stieg es in Österreich auf Platz 2 der Charts und in der Schweiz bis auf Platz 3.
Vader Abraham erreichte als Interpret mit dem Lied zum dritten Mal die Top-Position der niederländischen Hitparade nach Zou het erg zijn lieve opa von 1971 und Den Uyl is in den olie von 1974, insgesamt war er bis ’t Smurfenlied mit 26 Singles in den Charts vertreten (siehe Vader Abraham/Diskografie). Das Lied der Schlümpfe wurde sein erster internationaler Erfolg und nur mit dem ebenfalls 1978 erschienen Was wird sein, fragt der Schlumpf konnte er sich nochmals im deutschsprachigen Raum platzieren.
Am 6. März 1978 trat Vader Abraham mit dem Lied der Schlümpfe zum ersten Mal bei der ZDF-Hitparade auf, wobei die Hitparade zu dieser Zeit auf der Verkaufszahlenhitparade, ermittelt durch Media Control, basierte. Bis zum 5. Februar 1979 war er entsprechend jeden Monat in der Hitparade zu sehen. Dabei erreichte er in sechs Ausgaben Platz eins. Am 4. September 1994 trat er zudem in der Sondersendung Die Superhitparade aus dem ZDF Fernsehgarten 1974–1978 auf.
| ChartsChartplatzierungen     | Höchstplatzierung | Wochen |
| ---------------------------- | ----------------- | ------ |
| Deutschland (GfK)            | 1 (48 Wo.)        | 48     |
| Österreich (Ö3)              | 2 (8 Wo.)         | 8      |
| Niederlande (Media Markt)    | 1 (17 Wo.)        | 17     |
| Schweiz (IFPI)               | 3 (13 Wo.)        | 13     |
| Vereinigtes Königreich (OCC) | 2 (17 Wo.)        | 17     |

| ChartsJahrescharts (1978) | Platzierung |
| ------------------------- | ----------- |
| Deutschland (GfK)         | 1           |
| Österreich (Ö3)           | 2           |
| Schweiz (IFPI)            | 16          |

### Auszeichnungen für Musikverkäufe
In Deutschland bekam Vader Abraham für 500.000 verkaufte Singles eine Platin-Schallplatte, womit das Lied zu den meistverkauften Schlagern des Landes zählt.
| Land/Region        | Auszeichnungen für Musikverkäufe (Land/Region, Auszeichnung, Verkäufe) | Verkäufe |
| ------------------ | ---------------------------------------------------------------------- | -------- |
| Deutschland (BVMI) | Platin                                                                 | 500.000  |
| Insgesamt          | 1× Platin ·                                                            | 500.000  |

### Weitere Entwicklung der Schlümpfe im Musikbereich
Durch den Erfolg von ’t Smurfenlied und Das Lied der Schlümpfe wurden die Schlümpfe mit ihren Singstimmen populär, was sich in den Verkaufszahlen der Singles wie auch der nächsten Alben von Vader Abraham und den Schlümpfen zeigte. Neben den Hauptsongs und den Alben selber konnten auch einzelne Lieder von diesen Alben in die Charts aufsteigen, so etwa Smurfenbier in der niederländischen, Was wird sein, fragt der Schlumpf in der deutschen sowie Christmas in Smurfland und Dippedy Day in der englischen Hitparade.
Ab 1980 erschienen weitere Musikalben mit den Schlümpfen, an denen Vader Abraham nur teilweise direkt beteiligt war. Ab 1995 kamen im Rahmen der Techno-Bewegung viele weitere Alben mit den Schlümpfen auf den Markt. Die erfolgreichste Veröffentlichung der Schlümpfe wurde das Album Tekkno ist Cool – Vol. 1 mit über 1,2 Millionen verkauften Einheiten, insgesamt wurden mehr als 10,4 Millionen Tonträger der Schlümpfe verkauft.

## Coverversionen
Das Lied der Schlümpfe wurde zahlreich gecovert, wobei die ersten Coverversionen bereits 1978, teilweise als Medleys mit anderen Top-Hits des Jahres, erschienen. So veröffentlichte Günter Noris Das Lied der Schlümpfe 1978 auf seinem Album Top-Hits For Dancing und erneut 1979 zusammen mit der Big Band der Bundeswehr auf Die Tanzplatte Des Jahres ’79. Stef Meeder, der aktuelle Hits auf der Hammondorgel spielte, kombinierte ebenfalls 1978 ’t Smurfenlied mit dem Musical-Hit People Will Say We’re in Love aus dem Musical Oklahoma! und I Love You and Don’t You Forget It von Perry Como zu einem Instrumental-Medley.
Zahlreiche Versionen sind als Comedy-Fassungen des Liedes entstanden. So coverte bereits 1979 Otto Waalkes das Lied als Otto & die Schlümpfe, J.B.O. veröffentlichten 1995 das Lied Schlumpfozid im Stadtgebiet und Die Gerd Show 2004 als Das Lied der Stümper. Punkversionen gibt es etwa von Heiter bis wolkig als Lied der Pünke im Jahr 1993, und die Ärzte zitierten das Lied in Leichenhalle aus dem Jahr 2000.
Unter anderen existieren folgende Coverversionen:
- 1978: Günter Noris – Das Lied der Schlümpfe
- 1978: Johnny Reimar – Smølfesangen (Dänisch)
- 1978: Stef Meeder – ’t Smurfenlied - People Will Say We’re in Love - I Love You and Don’t You Forget It (Instrumental, Medley)
- 1978: Jane & John – ’t Smurfenlied / Carolientje (Instrumental, Medley)
- 1978: Geir Børresen – Smurfesangen (Norwegisch)
- 1979: Günter Noris & Die Big Band der Bundeswehr – Das Lied der Schlümpfe
- 1979: Otto – Otto & die Schlümpfe
- 1979: Jørgen Ingmann – Smølfesangen (Instrumental)
- 1992: Guildo Horn & die Orthopädischen Strümpfe – Das Lied der Schlümpfe
- 1992: Carike Keuzenkamp – Die Smurflied (Afrikaans)
- 1993: Heiter bis wolkig – Lied der Pünke
- 1995: Father DJ und seine Raver – Aus Ravehousen
- 1995: Papa-Lapap – Das Lied der Schlümpfe
- 1995: J.B.O. – Schlumpfozid im Stadtgebiet
- 1996: Lupeelou – Das Lied der Schlümpfe
- 1997: Die Schlapse – Das Lied der Schlümpfe
- 2000: Sonando feat. Marysol – Dime chico, oye chica (Spanisch)
- 2000: Die Ärzte – Leichenhalle (Zitat)
- 2003: Ungelenk feat. Karl Dall – Wo kommt ihr denn her?
- 2004: Höllbach Sound feat. Lars K. – Das Lied der Schlümpfe 2004
- 2004: Die Gerd Show – Das Lied der Stümper
- 2008: X-Treme DJ Team – Jumpstyle Schlumpf
- 2010: Michel Cleemput – Smurfenlied
- 2011: Willi Herren feat. Remmi Demmi Boys – Das Lied der Schlümpfe
- 2013: André Rieu – ’t Smurfenlied (live, zusammen mit Vader Abraham)
- 2014: Die jungen Zillertaler – Die Schlümpfe aus dem Zillertal
- 2017: Schüssel Schorse – Auf’m Bau
- 2017: Extra 3 – Das Lied der braunen Schlümpfe (Parodie auf Politiker der AfD)[24]
- 2020: Howard Carpendale – Das Lied der Schlümpfe

## Belege
1. ↑  
Vader Abraham – ’t Smurfenlied bei Discogs; abgerufen am 2. Juni 2021.
2. ↑  
Vader Abraham – Vader Abraham in Smurfenland bei Discogs; abgerufen am 2. Juni 2021.
3. ↑  
Vader Abraham – Im Land der Schlümpfe bei Discogs; abgerufen am 4. Juni 2021.
4. ↑  
Vader Abraham – Au Pays des Schtroumpfs bei Discogs; abgerufen am 4. Juni 2021.
5. ↑  
Father Abraham – Father Abraham in Smurfland bei Discogs; abgerufen am 4. Juni 2021.
6. ↑  
Father Abraham – El Padre Abraham y sus Pitufos bei Discogs; abgerufen am 4. Juni 2021.
7. 1 2  
Vader Abraham – ’t Smurfenlied, Songtext auf songtexte.com; abgerufen am 3. Juni 2021.
8. 1 2  
Vater Abraham – Das Lied der Schlümpfe, Songtext auf songtexte.com; abgerufen am 4. Juni 2021.
9. ↑  
’t Smurfenlied in der Nederlandse Top 40; abgerufen am 2. Juni 2021.
10. ↑  
In Smurfenland auf dutchcharts.nl; abgerufen am 2. Juni 2021.
11. ↑  
Vader Abraham – Das Lied der Schlümpfe. In: offiziellecharts.de. Abgerufen am 3. Juni 2021.
12. 1 2  
Vader Abraham – Das Lied der Schlümpfe. In: chartsurfer.de. Abgerufen am 3. Juni 2021.
13. ↑  
Vader Abraham – Das Lied der Schlümpfe. In: austriancharts.at. Abgerufen am 3. Juni 2021.
14. ↑  Chartplatzierung in Deutschland. In: offiziellecharts.de. Abgerufen am 19. Juni 2024.
15. ↑  Chartplatzierung in Österreich. In: austriancharts.at. Abgerufen am 19. Juni 2024.
16. ↑  Chartplatzierung in den Niederlanden. In: top40.nl. Abgerufen am 19. Juni 2024 (niederländisch).
17. ↑  Chartplatzierung in der Schweiz. In: hitparade.ch. Abgerufen am 19. Juni 2024.
18. ↑  Chartplatzierung in Großbritannien. In: officialcharts.com. Abgerufen am 19. Juni 2024 (englisch).
19. ↑  Jahrescharts 1978 in Deutschland. In: offiziellecharts.de. Abgerufen am 19. Juni 2024.
20. ↑  Jahrescharts 1978 in Österreich. In: austriancharts.at. Abgerufen am 19. Juni 2024.
21. ↑  Jahrescharts 1978 in der Schweiz. In: hitparade.ch. Abgerufen am 19. Juni 2024.
22. 1 2  Gold-/Platin-Datenbank. In: musikindustrie.de. Abgerufen am 19. Juni 2024.
23. ↑  
’t Smurfenlied auf cover.info; abgerufen am 2. Juni 2021.
24. ↑  https://www.youtube.com/watch?v=tVqrGoNQWyA